# Izotiocianat de alil
Izotiocianatul de alil este un compus organic, fiind un izotiocianat nesaturat de origine naturală. Acest compus uleios și incolor este responsabil pentru gustul înțepător al legumelor crucifere, cum ar fi muștarul, ridichea, hreanul și wasabi. Efectul picant și lacrimogen al compusului sunt mediate prin intermediul canalelor ionice TRPA1 și TRPV1. Este ușor solubil în apă, dar mai solubil în majoritatea solvenților organici.

## Obținere
Izotiocianatul de alil este produs la nivel industrial prin reacția dintre clorură de alil și tiocianat de potasiu:
{\displaystyle {\ce {CH2CHCH2Cl + KSCN -> CH2=CHCH2NCS + KCl}}}

## Proprietăți
Procesul de hidroliză al izotiacianatului de alil duce la formarea de alilamină.